# Kurt Witte
Kurt Witte (* 21. November 1885 in Posen; † 18. Juni 1950 in Erlangen) war ein deutscher Klassischer Philologe.

## Leben
Nach Schulbesuch in Posen und Studium in Breslau und Berlin wurde der Sohn eines Volksschullehrers 1908 an der Universität Breslau promoviert. Er war Mitglied und später Alter Herr des Philologischen Vereins Breslau im Naumburger Kartellverband. 1910 habilitierte sich Witte an der Universität Münster und wurde dort Ende 1916 nichtbeamteter außerplanmäßiger Professor. Im folgenden Jahr ging er als beamteter außerordentlicher Professor an die Universität Greifswald. 1920 wurde Witte auf einen Lehrstuhl an die Universität Erlangen berufen, den er bis zu seinem Tod innehatte.
Schwerpunkte von Wittes Forschungen war die griechische (Homer) und die römische Dichtung, dort insbesondere die augusteische Zeit (Vergil, Horaz). Er war von 1911 bis 1923 im Auftrag von Wilhelm Kroll Mitherausgeber der zweiten Reihe (R–Z) von Paulys Realencyclopädie der classischen Altertumswissenschaft, für die er auch selbst Artikel verfasste. Unter seiner Ägide erschienen (zum Teil wegen der Erschwernisse des Ersten Weltkriegs) nur vier Halbbände der Reihe. Nach seinem Ausscheiden wurde die zweite Reihe von Karl Mittelhaus redaktionell betreut.
Seit 1911 war Witte mit einer Tochter des Althistorikers Otto Seeck verheiratet.

## Schriften
- Singular und Plural. Forschungen über Form und Geschichte der griechischen Poesie. Teubner, Leipzig 1907.
- Quaestiones tragicae. Breslau 1908 (Dissertation)
- Der Bukoliker Vergil. Die Entstehungsgeschichte einer römischen Literaturgattung. Metzler, Stuttgart 1922.
- Der Satirendichter Horaz. Die Weiterbildung einer römischen Literaturgattung. Selbstverlag, Erlangen 1923 (Digitalisat).
- Die Geschichte der römischen Dichtung im Zeitalter des Augustus. 4 Bände. Erlangen 1924–1932.
- Platon. 1. Politeia I, II. Erklärt von Kurt Witte. Junge, Erlangen 1949.
- Über die Form der Darstellung in Livius’ Geschichtswerk. Wissenschaftliche Buchgesellschaft, Darmstadt 1969 (Zuerst in: Rheinisches Museum für Philologie. 1910).
- Zur homerischen Sprache. Wissenschaftliche Buchgesellschaft, Darmstadt 1972 (Nachdruck älterer Arbeiten).